# NGC 2684
NGC 2684 (również PGC 25024 lub UGC 4662) – galaktyka spiralna (Sc), znajdująca się w gwiazdozbiorze Wielkiej Niedźwiedzicy. Odkrył ją William Herschel 9 marca 1788 roku.